# Polynoncus gibberosus
Polynoncus gibberosus är en skalbaggsart som beskrevs av Clarke H. Scholtz 1990. Polynoncus gibberosus ingår i släktet Polynoncus och familjen knotbaggar. Inga underarter finns listade i Catalogue of Life.